# Hajdúdorog
Hajdúdorog är en mindre stad i Ungern med 8 441 invånare (2019).

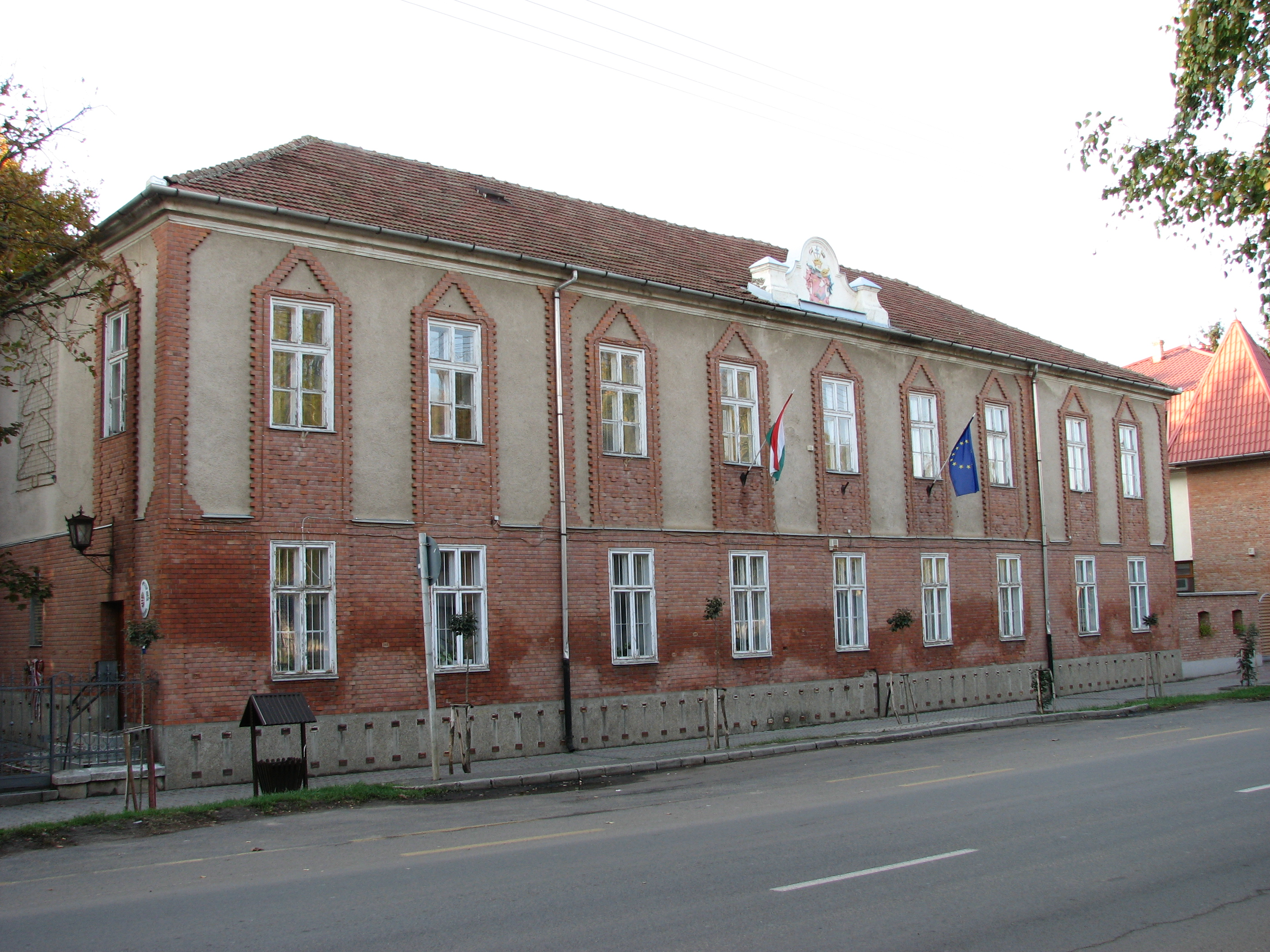
Stadshuset.